# OK Ribola Kaštela
OK Ribola Kaštela – chorwacki męski klub siatkarski z miejscowości Kaštel Stari. Występuje w najwyższej klasie rozgrywek klubowych w Chorwacji – Superlidze. Przez wiele sezonów brał również udział w Lidze Środkowoeuropejskiej organizowanej przez MEVZA.
Do lipca 2020 roku w nazwie klubu występował człon Mladost.

## Sukcesy
Puchar Chorwacji:
- 1999, 2010, 2018

Mistrzostwo Chorwacji:
- 2012, 2013, 2014, 2015, 2016, 2017, 2020
- 2000, 2010, 2011, 2018, 2019, 2024
- 2001, 2022, 2023[2], 2025[3]

## Kadra
Sezon 2018/2019
- Pierwszy trener: Ivan Rančić
- Asystent trenera: Ivan Andromak

| Nr | Imię i nazwisko  | Data ur. | Wzrost | Pozycja               |
| -- | ---------------- | -------- | ------ | --------------------- |
| 1  | Petar Višić      | 1998     | 198    | rozgrywający          |
| 2  | Christian Rupert | 1996     | 197    | środkowy              |
| 3  | Stipe Perić      | 1997     | 203    | środkowy              |
| 4  | Ivan Kulušić     | 1997     | 193    | środkowy              |
| 6  | Ivan Matoković   | 1993     | 204    | atakujący             |
| 8  | Mate Glaurdić    | 1992     | 193    | przyjmujący           |
| 9  | Ante Šuker       | 1986     | 194    | przyjmujący           |
| 11 | Ivan Cikojević   | 1999     | 197    | atakujący             |
| 12 | Joško Melvan     | 1998     | 198    | przyjmujący/atakujący |
| 13 | Hrvoje Pervan    | 1994     | 185    | rozgrywający          |
| 14 | Antonio Palić    | 2002     | 178    | libero                |
| 17 | Jakov Melvan     | 2000     | 194    | rozgrywający          |
| 18 | Ivan Bašić       | 1998     | 184    | libero                |

Sezon 2017/2018
- Pierwszy trener: Ivan Rančić
- Asystent trenera: Ivan Andromak

| Nr | Imię i nazwisko   | Data ur. | Wzrost | Pozycja      |
| -- | ----------------- | -------- | ------ | ------------ |
| 1  | Petar Višić       | 1998     | 198    | rozgrywający |
| 2  | Joseph Norman     | 1994     | 206    | atakujący    |
| 3  | Stipe Perić       | 1997     | 203    | środkowy     |
| 4  | Ivan Kulušić      | 1997     | 193    | środkowy     |
| 5  | Ante Giljanović   | 1993     | 195    | przyjmujący  |
| 6  | Ivan Đirlić       | 2001     | 188    | przyjmujący  |
| 7  | Francesco Corsini | 1979     | 202    | środkowy     |
| 8  | Mate Glaurdić     | 1992     | 193    | przyjmujący  |
| 11 | Ivan Cikojević    | 1999     | 197    | atakujący    |
| 12 | Joško Melvan      | 1998     | 198    | przyjmujący  |
| 13 | Hrvoje Pervan     | 1994     | 185    | rozgrywający |
| 15 | Andrés Ruiz       | 1996     | 207    | środkowy     |
| 16 | Nikola Ščerbakov  | 1995     | 196    | rozgrywający |
| 18 | Ivan Bašić        | 1998     | 184    | libero       |

Sezon 2013/2014
- Pierwszy trener: Ivan Rančić
- Asystent trenera: Fabijan Ćosić

| Nr | Imię i nazwisko   | Data ur. | Wzrost | Pozycja      |
| -- | ----------------- | -------- | ------ | ------------ |
| 1  | Vedran Božić      | 1980     | 194    | atakujący    |
| 3  | Hrvoje Pervan     | 1994     | 187    | rozgrywający |
| 4  | Sven Šarčević     | 1990     | 181    | libero       |
| 5  | Ante Čolić        | 1987     | 207    | środkowy     |
| 6  | Francesco Corsini | 1979     | 199    | atakujący    |
| 8  | Mate Glaurdić     | 1992     | 196    | przyjmujący  |
| 10 | Dejan Skočić      | 1983     | 202    | środkowy     |
| 11 | Filip Šestan      | 1995     | 192    | przyjmujący  |
| 12 | Petar Đirlić      | 1997     | 202    | środkowy     |
| 14 | Leo Andrić        | 1994     | 202    | atakujący    |
| 16 | Perica Stanić     | 1992     | 195    | przyjmujący  |
|    | Ante Giljanović   | 1993     | 196    | przyjmujący  |
|    | Nikola Ščerbakov  | 1995     | 192    | rozgrywający |